# 头孢哌酮
头孢哌酮是第三代头孢菌素类抗生素 ，由辉瑞公司以Cefobid的名义销售 。 它是少数能有效治假单胞菌属细菌（如铜绿假单胞菌）感染的头孢菌素抗生素之一。该药于1974年获得专利，并于1981年批准用于医疗。  头孢哌酮舒巴坦钠 （Sulperazon）是与舒巴坦的共同配方。   

## 临床应用
头孢哌酮具有广谱活性，已用于敏感菌所引起的呼吸道和泌尿道、皮肤和女性生殖道感染。 以下表示一些医学上重要的微生物的MIC敏感性数据。 
- 流感嗜血杆菌 ：0.12-0.25μg/ml
- 金黄色葡萄球菌 ：0.125-32μg/ml
- 肺炎链球菌 ：≤0.007-1μg/ml [2]

## 不良反应
和其他头孢菌素类抗生素一样，由于抑制乙醛脱氢酶 ，头孢哌酮与乙醇合用时可产生双硫仑样反应。 
头孢哌酮含有N-甲基硫代四唑（NMTT或1-MTT）侧链，当它在体内分解时会释放出游离NMTT，这会引发低凝血酶原血症或血小板减少从而导致严重出血 （可能是由于抑制了维生素K环氧化物还原酶 ）。 

## 作用机制
与其他头孢菌素类抗生素类似，头孢哌酮通过抑制细菌细胞壁合成发挥其杀菌作用。